# Karl Berger (Offizier)
Karl Wilhelm Oskar Berger (* 29. Mai 1858 in Wolfleben; † 4. Juni 1936 in Bremen) war ein preußischer Generalleutnant.

## Leben
Berger trat am 6. Oktober 1877 als Fahnenjunker in das Magdeburgische Pionier-Bataillon Nr. 4 ein und wurde dort am 12. November 1878 zum Fähnrich ernannt. Mit der Beförderung zum Sekondeleutnant kam Berger am 16. Oktober 1879 zur 2. Ingenieur-Inspektion nach Posen. Ein Jahr darauf kommandierte man ihn bis 30. September 1882 zur Vereinigten Artillerie- und Ingenieurschule und versetzte Berger zwischenzeitlich am 10. Juli 1882 nach Glogau in das Niederschlesische Pionier-Bataillon Nr. 5. Vom 1. September 1882 bis 26. Juli 1888 war Berger dann in der Festung Cüstrin tätig, wurde am 16. Mai 1888 zum Premierleutnant befördert und anschließend als Inspektionsoffizier an die Festungsbauschule in Charlottenburg versetzt. Hier versah er die kommenden vier Jahre Dienst und kam dann in das Garde-Pionier-Bataillon nach Berlin. Mit der Beförderung zum Hauptmann folgte am 14. September 1893 die Ernennung zum Kompaniechef im Pionier-Bataillon „Fürst Radziwill“ (Ostpreußisches) Nr. 1 in Königsberg. In gleicher Funktion wechselte Berger nach einem Jahr in das Garde-Pionier-Bataillon zurück. Vom 8. Oktober 1898 bis 21. März 1902 kommandierte man ihn dann zum Großen Generalstab und versetzte Berger anschließend nach Straßburg zum Stab des 1. Elsässischen Pionier-Bataillons Nr. 15. Kurz darauf erfolgte dort am 18. Oktober 1902 die Beförderung zum Major. Als solcher sollte Berger am 18. Oktober 1904 Kommandeur des Magdeburgischen Pionier-Bataillons Nr. 4 werden. Diese Kommando gab Berger nach drei Jahren mit der Ernennung zum Direktor der Festungsbauschule ab. Nachdem er am 20. April 1910 Oberstleutnant geworden war, übernahm Berger am 19. Juli 1911 den Posten als Inspekteur der 8. Festungs-Inspektion in Freiburg im Breisgau, die Teil der 3. Ingenieur-Inspektion bildete. Berger, der am 18. Februar 1913 zum Oberst befördert worden war, erhielt im Anschluss an diese Tätigkeit wieder ein Truppenkommando und wurde am 6. Mai 1913 nach Hanau als Kommandeur des Eisenbahn-Regiments Nr. 3 versetzt.
Mit Ausbruch des Ersten Weltkriegs rückte Berger mit seinem Regiment an der Westfront ins Feld und übernahm am 6. September 1914 das bei Epinal stehende 3. Unter-Elsässische Infanterie-Regiment Nr. 138. Im Verband mit der 42. Infanterie-Division kämpfte es vor Epinal und verlegte dann nach Nordfrankreich, um an der Schlacht an der Somme teilzunehmen. Nach deren Beendigung ging das Regiment bei St. Quentin in den Stellungskrieg über. Berger erhielt dann am 1. Januar 1915 das Kommando über die 30. Reserve-Infanterie-Brigade, mit der er sich während der Winterschlacht in der Champagne bewährte. Am 24. Juli 1915 folgte die Beförderung zum Generalmajor. Als solcher führte er die Brigade in der Schlacht an der Somme. Berger wurde dann am 31. März 1917 zum Kommandeur der in Flandern stehenden 19. Landwehr-Division ernannt. Dieses Kommando gab Berger am 13. November 1917 ab und übernahm die 119. Infanterie-Division, die wenige Tage später dem britischen Angriff der Tankschlacht von Cambrai entgegenwirkte. Bei der anschließenden Gegenoffensive konnte die Division einen Großteil des zuvor verlorenen gegangenen Geländes zurückerobern. Nachdem die Verluste aufgefüllt worden waren, bereitete sich die Division auf die bevorstehende Frühjahrsoffensive vor und griff dann in vorderster Linie der 17. Armee am 21. März 1918 an. Während der folgenden Durchbruchschlacht zwischen Monchy und Cambrai sowie der Schlacht bei Bapaume konnten die britischen Verbände geschlagen und zum Rückzug gezwungen werden. Erst zwischen Arras und Albert kam die Division zum Stehen und ging wieder in den Stellungskrieg über.
Man teilte die Division nun der 6. Armee zu und dort schlug sie sich vom 9. bis 18. April 1918 in der Schlacht von Armentières. Anfang August 1918 teilte man Berger mit seiner Division der 2. Armee zu. Nach der Abwehrschlacht zwischen Albert und Péronne wurde Berger am 23. August 1918 von seinem Kommando enthoben und zu den Offizieren von der Armee überführt.
Er reichte nach Kriegsende seinen Abschied ein, der ihm am 4. Dezember 1918 mit der Stellung zur Disposition bewilligt wurde. Am 30. August 1919 erfolgte unter gleichzeitiger Verleihung des Charakters eines Generalleutnants die Versetzung in den Ruhestand.

## Auszeichnungen
- Kronenorden III. Klasse[1]
- Preußisches Dienstauszeichnungskreuz[1]
- Offizierskreuz des Ordens des Sterns von Rumänien[1]
- Eisernes Kreuz (1914) II. und I. Klasse
- Roter Adlerorden II. Klasse mit Schwertern im Oktober 1916
- Pour le Mérite am 17. April 1918